# Renacimiento Socialdemócrata
El Renacimiento Socialdemócrata (Rinascita Socialdemocratica), cuyo nombre completo es Movimiento del Renacimiento Socialdemócrata (Movimento di Rinascita Socialdemocratica), es un pequeño partido político socialdemócrata italiano.
El partido fue fundado por Luigi Preti el 17 de febrero de 1996 luego de una separación de la Socialdemocracia Liberal Europea (Socialdemocrazia Liberale Europea, SOLE) de Enrico Ferri, que quería federar el movimiento con el Centro Cristiano Democrático, mientras que Luigi Preti insistió en una alianza con Forza Italia. 
En 2000, el Renacimiento Socialdemócrata se federó con el Partido Socialista, que cambió su nombre a Partido Socialista - Social Democracia (Partito Socialista - Socialdemocrazia).
En 2001, el Renacimiento Socialdemócrata cambió su nombre a Partido Socialdemócrata (Partito Socialdemocratico). 
En 2006, el PSD formó una federación con el partido de Sergio De Gregorio, Italianos en el mundo. Después del recurso legal a la corte de Roma por Giorgio Carta (líder del Partido Socialista Democrático Italiano) contra el nombre y el logotipo del PSD, en 2007 el partido, a través de un acuerdo extrajudicial, decidió resolver la controversia volviendo a la antigua nombre "Renacimiento socialdemócrata".
En 2007 también se unió al partido el exlíder del PSDI Franco Nicolazzi, que pasó a llamarse Partido de los socialdemócratas (Partito dei Socialdemocratici). Sin embargo, después de algunas divergencias entre los dos grupos en el partido, hubo una división: Luigi Preti y Vittorino Navarra mantuvieron el nombre de "Renacimiento socialdemócrata", mientras que el grupo de Nicolazzi obtuvo el nombre de "Partido de los socialdemócratas". Desde la muerte de Preti en 2009, la fiesta fue dirigida por Vittorino Navarra.